# Delphine Cascarino
Delphine Cascarino (Saint-Priest, 5 febbraio 1997) è una calciatrice francese, centrocampista del San Diego Wave e della nazionale francese.
È sorella gemella di Estelle, anch'essa calciatrice di ruolo difensore, che condivide con lei il titolo di campione d'Europa U-19 conquistato nell'edizione di Slovacchia 2016 e il secondo posto nel Mondiale Under-20 di Papua Nuova Guinea 2016.

## Biografia
È nata da padre italo-francese e madre originaria della Guadalupa.

## Carriera

### Nazionale
Cascarino inizia ad essere convocata dalla federazione calcistica della Francia (FFF) dal 2012, inizialmente per indossare la maglia della formazione Under-16 impegnata alla Nordic Cup, per passare quella stesso anno alla Under-17, con la quale debutta nella doppia amichevole con la Colombia dell'11 e 13 settembre, per poi disputare, chiamata da Guy Ferrier, il Mondiale di Azerbaigian 2012, dove la Francia conquista il suo primo titolo di campione del mondo di categoria. In quell'occasione Ferrier la impiega in tutti i sei incontri disputati, ed è tra le rigoriste designate nella finale decisa ai tiri di rigore con le avversarie della Corea del Nord dopo che i tempi regolamentari si erano fermati sul risultato di 1-1.
Rimane con la formazione U-17 anche l'anno seguente, disputando due incontri del secondo turno di qualificazione all'Europeo 2013, dove la Francia, classificatasi al secondo posto del gruppo 3 dietro alla Spagna non riesce ad accedere alla fase finale, oltre a tre alle qualificazioni e, ottenuto l'accesso alla fase finale, tre nella fase a gironi dell'Europeo di Inghilterra 2014, in realtà disputato a fine 2013, prima di essere eliminate dalla competizione. In due anni, tra partite ufficiali e amichevoli, Cascarino totalizza con questa giovanile 17 presenze.
Del 2015 è il suo passaggio alla Under-19, con la quale debutta il 6 marzo nell'amichevole vinta per 6-0 con la formazione dell'Ungheria under 17, incontro dove va a segno per la prima volta in carriera con la maglia delle Bleues. Debutta in un torneo ufficiale UEFA in occasione della fase élite di qualificazione all'Europeo di Israele 2015. In quell'occasione il CT Gilles Eyquem la impiega in tutti i tre incontri delle qualificazioni, dove il 4 aprile Cascarino sigla anche la rete che fissa il risultato sul 5-0 sulle avversarie dell'Islanda, e, ottenuto l'accesso alla fase finale, il solo incontro inaugurale del gruppo A, il 15 luglio, vinto dalla Francia 1-0 sulla Danimarca, in quanto uno strappo muscolare al polpaccio la costringe ad abbandonare il terreno di gioco al 33', sostituita da Clara Matéo, e il resto del torneo, assistendo alla progressione della sua nazionale che viene eliminata ai rigori alle semifinali dalla Spagna.
Risolto il problema fisico, Cascarino torna disponibile fin dalla prima fase di qualificazione all'Europeo di Slovacchia 2016. Eyquem, che nel frattempo la convoca anche per l'edizione 2016 del Torneo di La Manga, la impiega in tutta la fase di qualificazione e, nuovamente ottenuto l'accesso alla fase finale, in tutti i cinque incontri disputati dalla Francia che va a conquistare, vincendo la finale per 2-1 sulle avversarie della Spagna, il quarto titolo continentale di categoria. La centrocampista, che già era andata a segno con Bosnia ed Erzegovina e Rep. Ceca durante le qualificazioni, sigla la rete del definitivo 6-0 sulla Slovacchia durante la fase a gironi, portando a cinque le reti realizzate con la maglia dell'Under-19 che, con la finale del 31 luglio, vede la sua 23ª e ultima presenza.
Grazie alla vittoria a Slovacchia 2016, la Francia ottiene, con la formazione Under-20, l'accesso al Mondiale di Papua Nuova Guinea 2016. Dopo due incontri amichevoli, Eyquem conferma Cascarino inserendola tra le giocatrici in rosa per il torneo oceaniano e impiegandola in tutti i sei incontri disputati dalla Francia fino alla finale del 3 dicembre, persa per 3-1 con la Corea del Nord.
Sempre nel 2016 arriva la sua prima convocazione nella nazionale maggiore, chiamata dal Commissario tecnico Olivier Echouafni nell'amichevole del 21 ottobre pareggiata 0-0 con l'Inghilterra. Corinne Diacre, che rileva l'incarico di CT della nazionale da fine agosto 2017, continua a convocare Renard nelle amichevoli in preparazione al Mondiale di Francia 2019. Diacre decide in seguito di inserirla nella lista delle 23 giocatrici convocate per il Mondiale casalingo annunciata dalla federazione francese il 2 maggio 2019.

## Palmarès

### Club

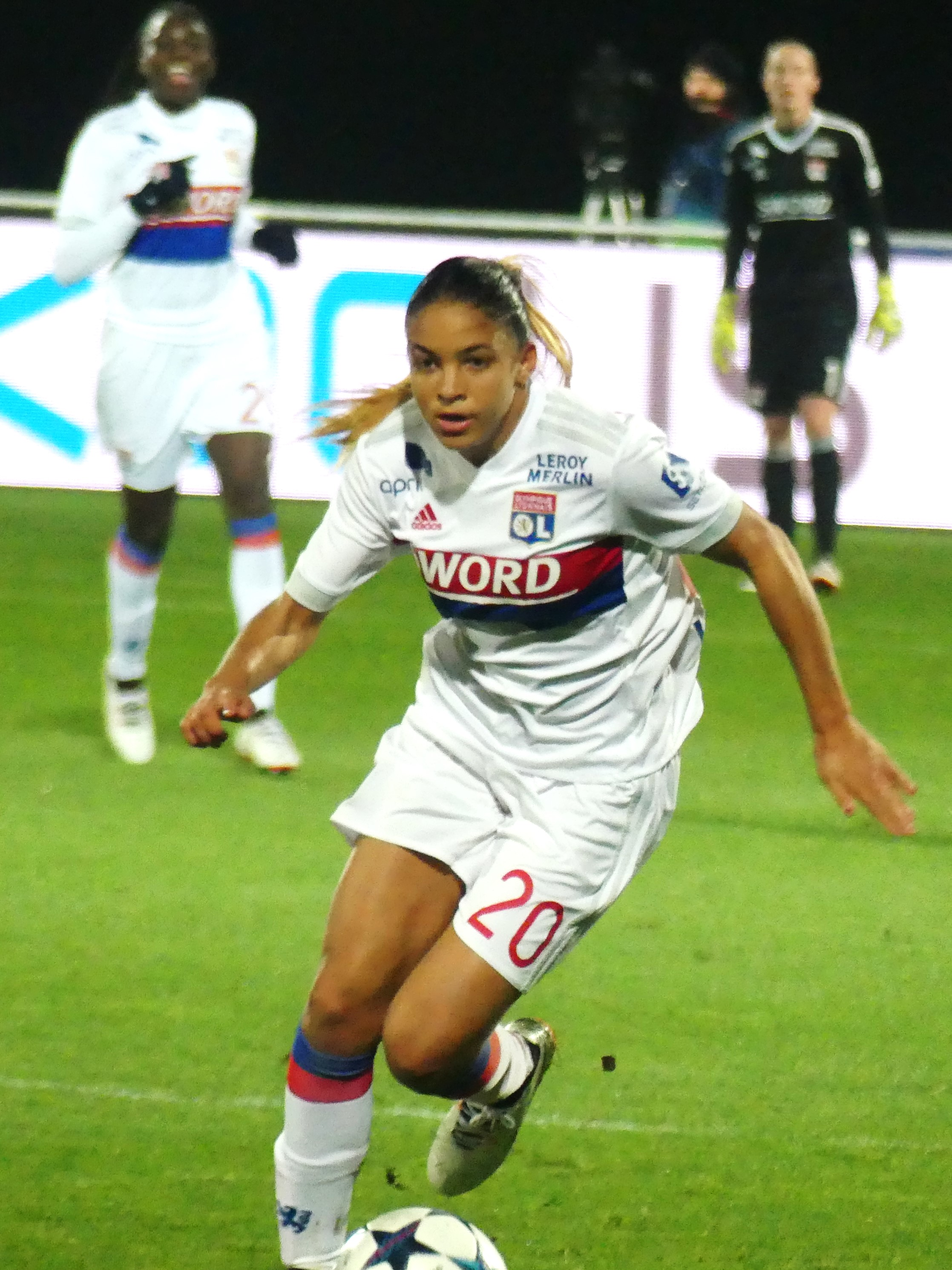
Delphine Cascarino in azione con la maglia dell'OL nel novembre 2017 in Champions League.

#### Competizioni nazionali
- Campionato francese: 8

Olympique Lione: 2014-2015, 2015-2016, 2016-2017, 2017-2018, 2018-2019, 2019-2020, 2021-2022, 2022-2023
- Coppa di Francia: 6

Olympique Lione: 2014-2015, 2015-2016, 2016-2017, 2018-2019, 2019-2020, 2022-2023
- Supercoppa francese: 2

Olympique Lione: 2019, 2022

#### Competizioni internazionali
- UEFA Women's Champions League: 5

Olympique Lione: 2015-2016, 2016-2017, 2017-2018, 2018-2019, 2021-2022

### Nazionale
- Campionato mondiale femminile under 17 di calcio: 1

2012
- Campionato europeo femminile under 19 di calcio: 1

2016